# 126183 Larrymitchell
126183 Larrymitchell è un asteroide della fascia principale. Scoperto nel 2002, presenta un'orbita caratterizzata da un semiasse maggiore pari a 2,469053 UA e da un'eccentricità di 0,187300, inclinata di 6,988708° rispetto all'eclittica. Ha un diametro di 2,307 km.